# Whitbread Round the World Race 1985-86

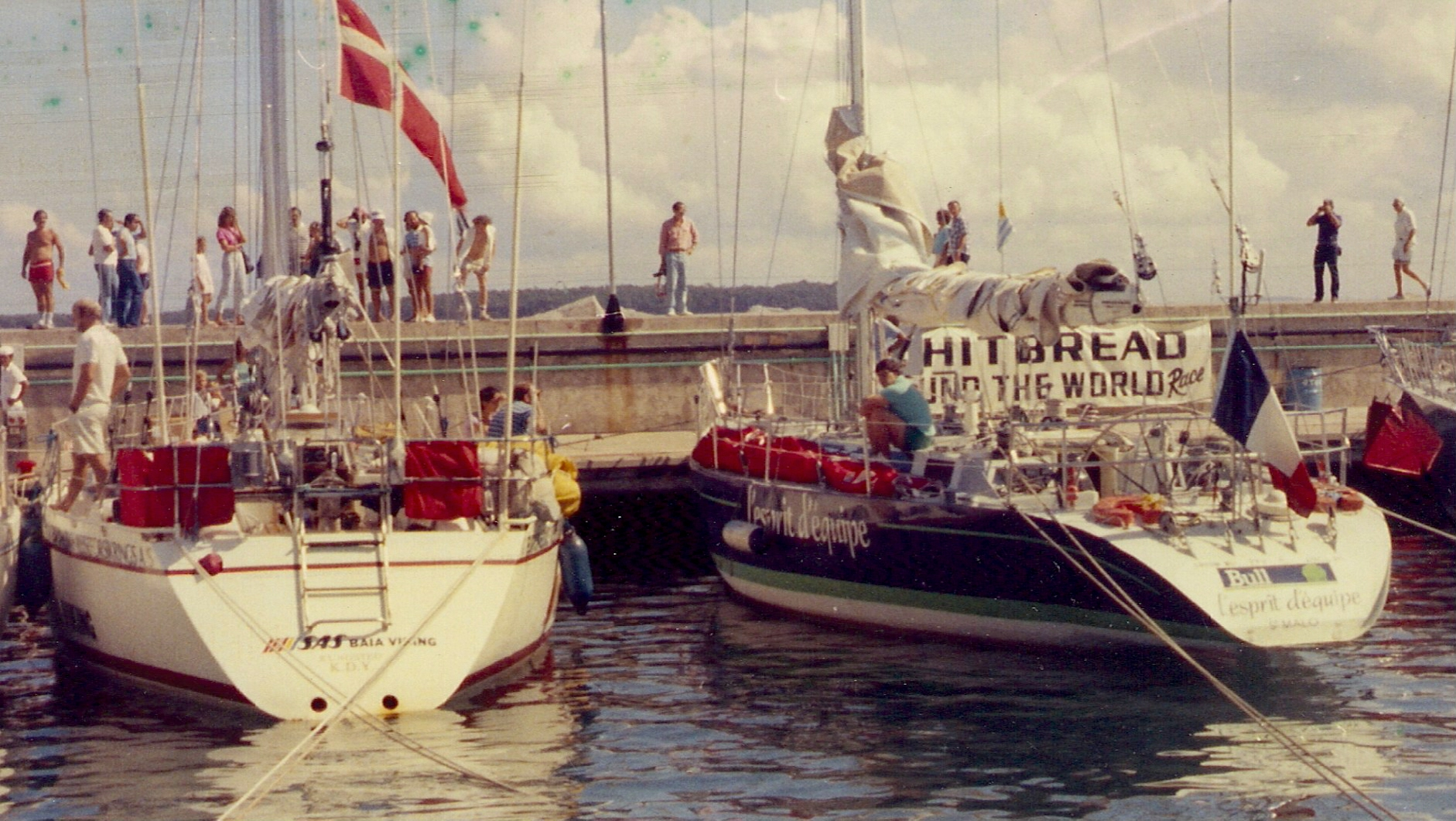
A la derecha, el yate ganador, el francés "L'Esprit d'Équipe".

La Whitbread Round the World Race 1985-86 fue la cuarta edición de la vuelta al mundo a vela.
La disputaron 15 yates de 13 clases diferentes, todos ellos monocascos, mediante el sistema de tiempos compensados.
Salió de Southampton y tuvo cuatro etapas con llegadas en Sudáfrica, Nueva Zelanda, Uruguay y final en Portsmouth. 
El vencedor fue el francés "L'Esprit d'Équipe", un velero de 17,60 m de eslora patroneado por el también francés Lionel Péan, en un tiempo compensado de 111 días y 23 horas y un tiempo real de 132 días y 15 minutos. El "L'Esprit d'Équipe" ganó, además, tres de las cuatro etapas, mientras que el "Philips Innovator" de los Países Bajos ganó la otra. El vencedor en tiempo real había sido el suizo "UBS Switzerland".

## Etapas
| Etapa | Salida                     | Llegada                    | Vencedor          |
| ----- | -------------------------- | -------------------------- | ----------------- |
| 1     | Southampton, Reino Unido   | Ciudad del Cabo, Sudáfrica | L'Esprit d'Equipe |
| 2     | Ciudad del Cabo, Sudáfrica | Auckland, Nueva Zelanda    | Philips Innovator |
| 3     | Auckland, Nueva Zelanda    | Punta del Este, Uruguay    | L'Esprit d'Equipe |
| 4     | Punta del Este, Uruguay    | Portsmouth, Reino Unido    | L'Esprit d'Equipe |

## Clasificación final
| Puesto | Yate                   | Patrón             | Tiempo            |
| ------ | ---------------------- | ------------------ | ----------------- |
| 1      | L'Esprit d'Équipe      | Lionel Péan        | 111 d 23 h 09 min |
| 2      | Philips Innovator      | Dirk Nauta         | 112 d 21 h 31 min |
| 3      | Fazer Finland          | Michael Berner     | 115 d 00 h 49 min |
| 4      | U.B.S Switzerland      | Pierre Fehlmann    | 117 d 04 h 47 min |
| 5      | Rucanor Tristar        | Gastaaf Versluys   | 118 d 09 h 29 min |
| 6      | Fortuna Light          | Javier Visiers     | 121 d 00 h 06 min |
| 7      | Lion New Zealand       | Peter Blake        | 121 d 07 h 38 min |
| 8      | Drum                   | Skip Novak         | 122 d 06 h 19 min |
| 9      | Equity and Law         | Pleun Van der Lugt | 123 d 06 h 43 min |
| 10     | Côte d'Or              | Éric Tabarly       | 126 d 08 h 27 min |
| 11     | Shadow of Switzerland  | Zehendermueller    | 128 d 11 h 55 min |
| 12     | Norsk Data             | Bob Salmon         | 136 d 01 h 12 min |
| 13     | SAS Baia Viking        | Jesper Norsk       | 144 d 18 h 54 min |
| DNF    | Atlantic Privateer     | Peter Kuttel       | Descalificado     |
| DNF    | Enterprise New Zealand | Digby Taylor       | Retirado          |